# Jean de la Vega
Pour les articles homonymes, voir De la Vega.
Ne doit pas être confondu avec Juan de la Vega.
Jean de la Vega (également orthographié Jehan de la Vega) est un voyageur et écrivain français du XVIe siècle. Il était membre de la flotte dirigée par Bertrand d'Ornesan qui collaborait avec les Ottomans dans le cadre de l’alliance franco-ottomane.
En tant que membre du personnel de Bertrand d'Ornesan, il s'est rendu à Istanbul dans une galère française et a écrit un compte rendu célèbre de ses voyages, Le Voyage du baron de Saint Blancard en Turquie. Il a été témoin du siège de Corfou en 1537 et des déprédations de la flotte ottomane en territoire chrétien.

## Manuscrit
Le manuscrit du Voyage du baron de Saint Blancard en Turquie est conservé à la Bibliothèque de l'Arsenal à Paris.